# Paraná-elenia
De paraná-elenia (Elaenia  sordida) is een zangvogel uit de familie Tyrannidae (tirannen). Deze soort werd in 1941 door John Todd Zimmer geldig als ondersoort beschreven. Latere studies en moleculair genetisch onderzoek (onder andere Reindt et al, 2008) wezen uit dat dit taxon als aparte soort kan worden beschouwd.

## Verspreiding en leefgebied
Deze soort komt voor in zuidoostelijk Brazilië, oostelijk Paraguay en noordoostelijk Argentinië.

## Status
De grootte van de populatie is niet gekwantificeerd maar de soort wordt omschreven als schaars. Op de Rode lijst van de IUCN heeft deze soort de status niet bedreigd.